# Schachtmotor
Ein Schachtmotor ist ein Außenbordmotor, der in einem Boot in eine innenbords befindliche Bünn eingebaut wird, anstatt ihn am das Heck des Bootes an den Spiegel zu hängen. Bei ausreichend dimensioniertem Schacht kann der Motor durch einen Versenkmechanismus ins Wasser abgesenkt werden.

## Einbaubeispiele

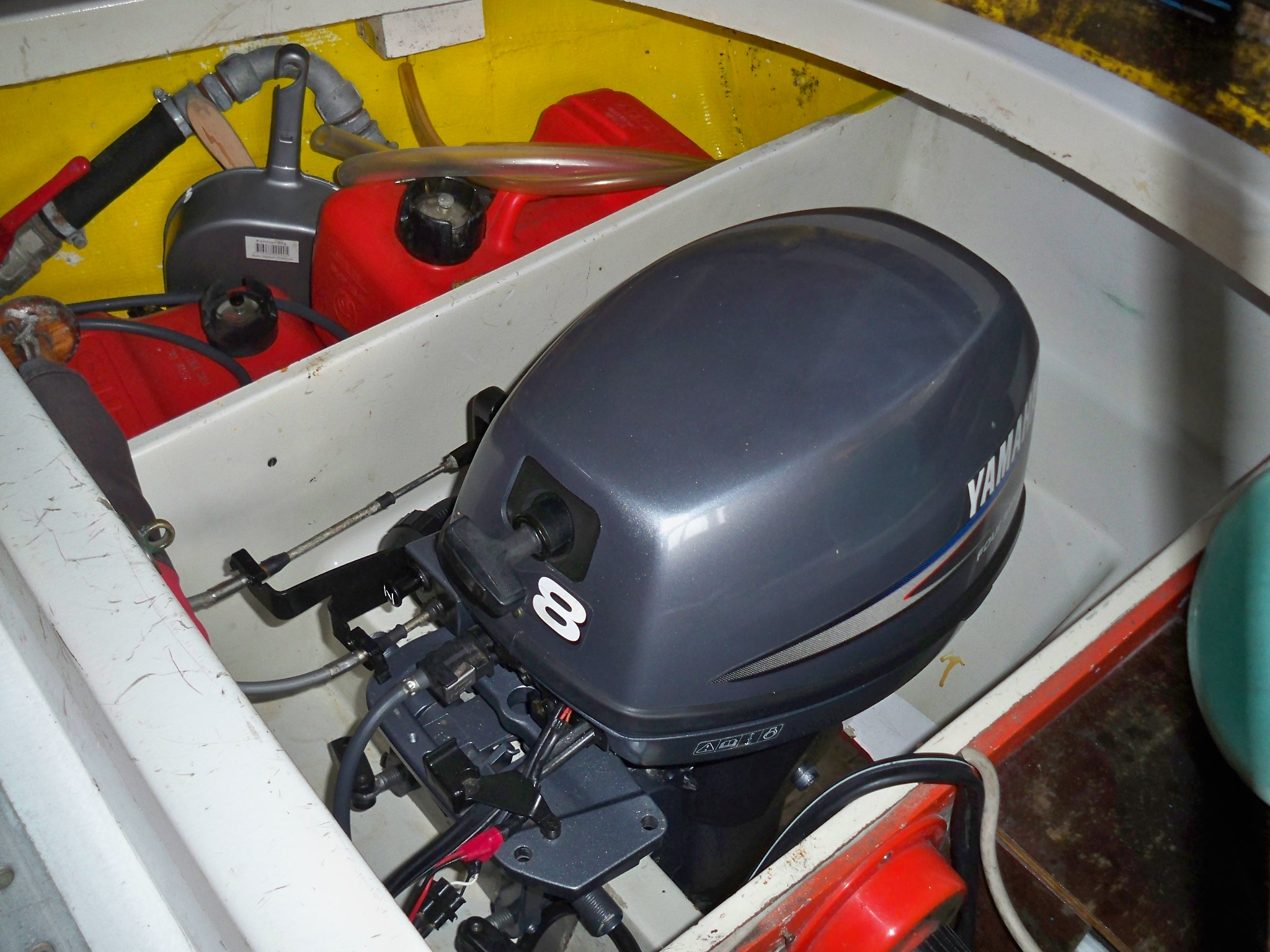
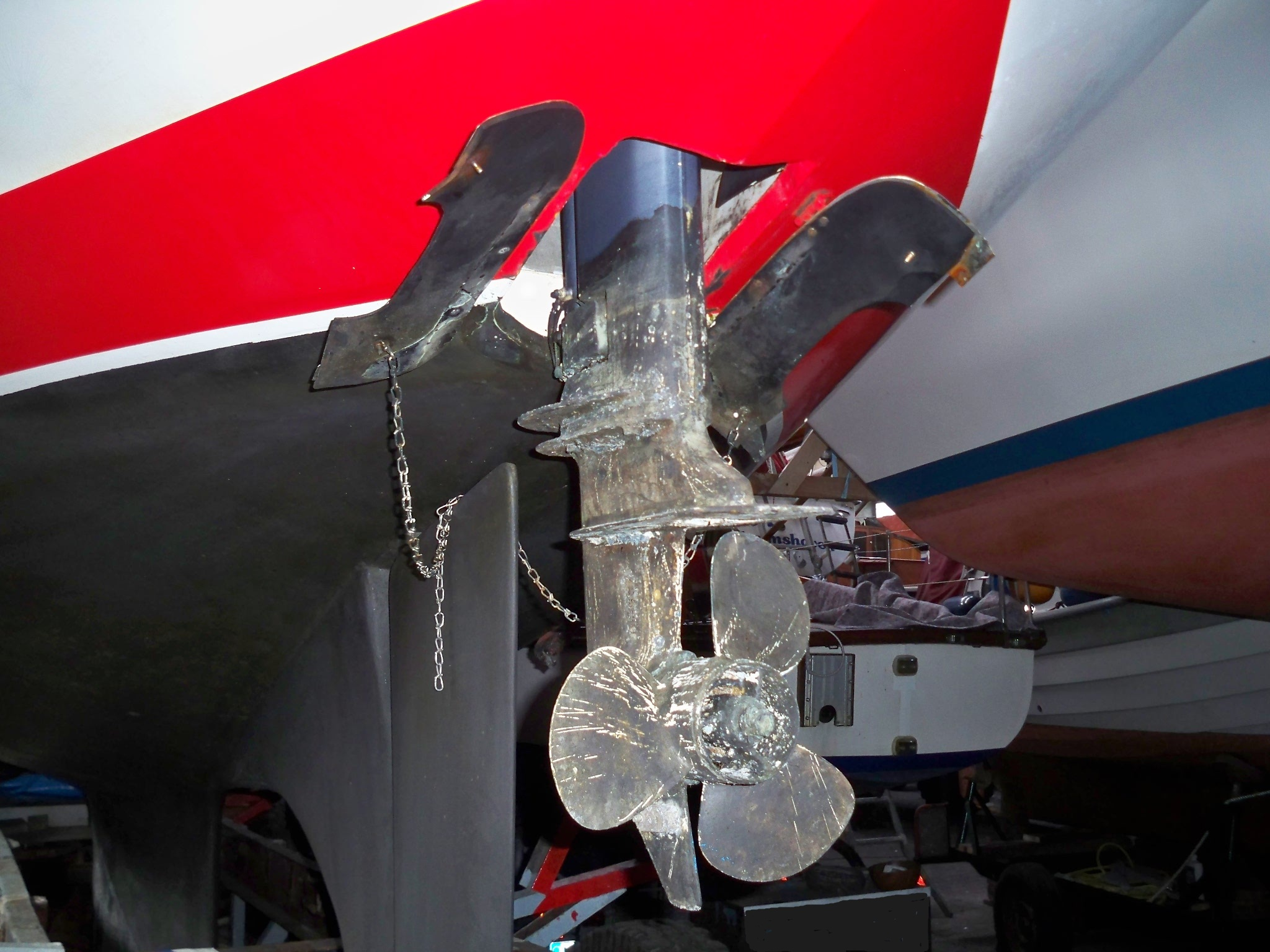
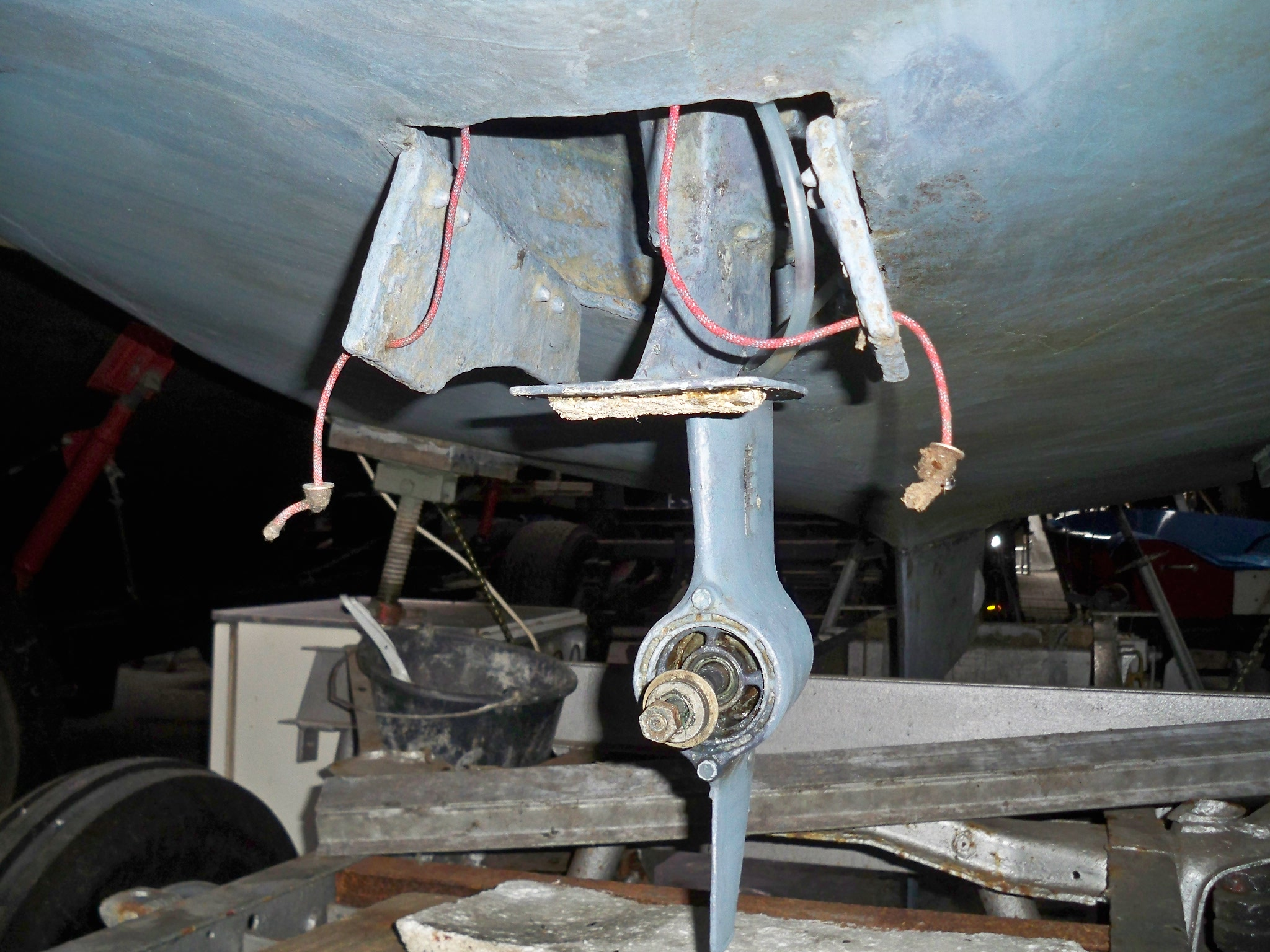
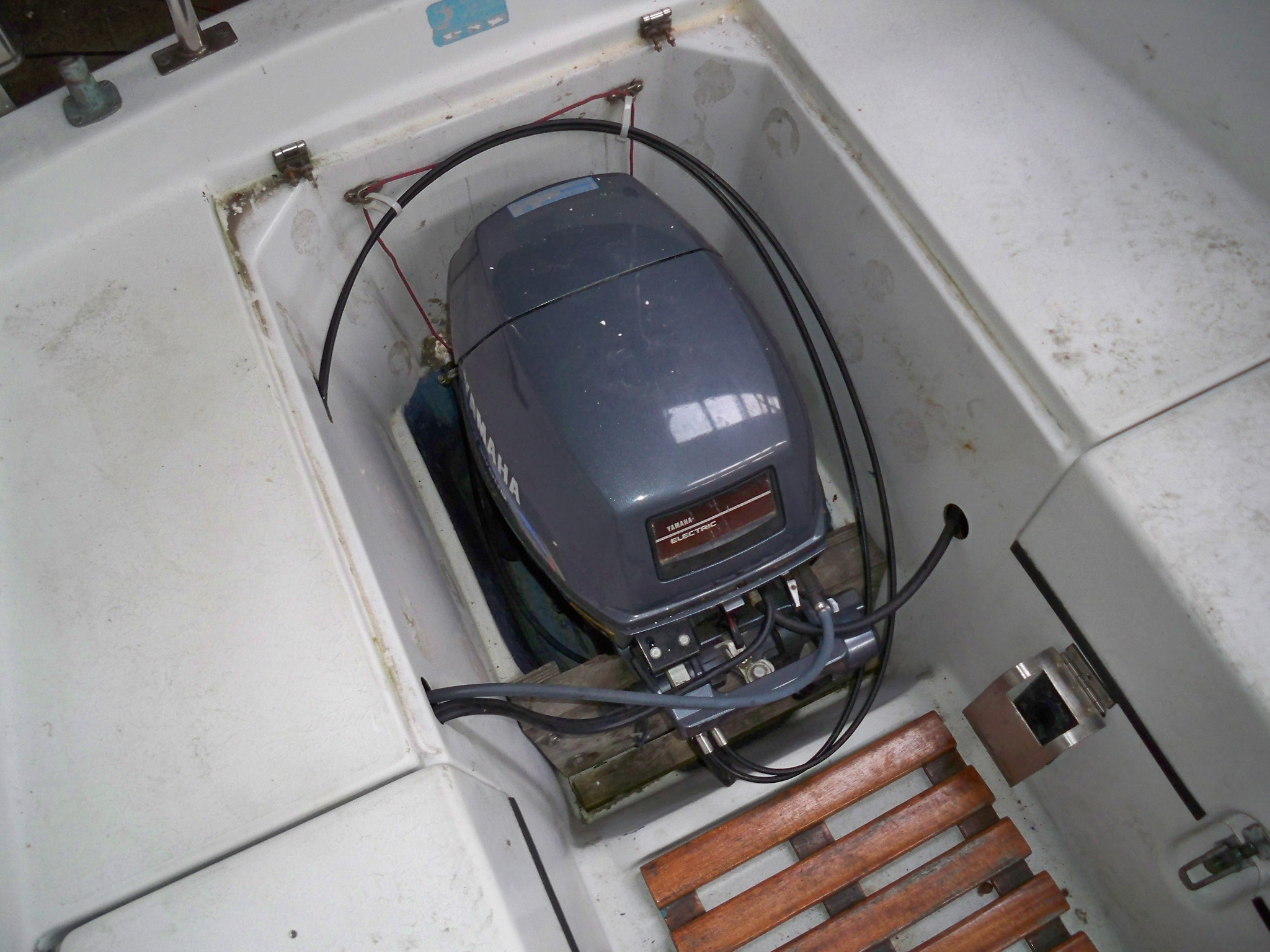

## Vorteile gegenüber anderen Antrieben
Außenborder können nur an Rumpfformen mit Spiegelheck angeschlagen werden, bei kutterförmigen Rümpfen bleibt nur die Möglichkeit eines Einbaumotors oder die Anbringung des Außenborders in einer Bünn.
Schwere Außenborder, die am Heckspiegel eines Bootes befestigt sind, verlagern zudem den Schwerpunkt deutlich nach hinten und können dadurch die Segeleigenschaften von Segelbooten verschlechtern. Mit Motorschacht lässt sich dies vermeiden, da der Motor näher am Konstruktionsschwerpunkt des Bootes liegt.